# Przygodzice (gmina)
Pour la localité, voir Przygodzice.
Przygodzice est une gmina rurale du powiat de Ostrów Wielkopolski, Grande-Pologne, dans le centre-ouest de la Pologne. Son siège est le village de Przygodzice, qui se situe environ 5 km au sud d'Ostrów Wielkopolski.
La gmina couvre une superficie de 163,48 km2 pour une population de 11 320 habitants.

## Géographie
| - Plan de la gmina. |

La gmina inclut les villages d'Antonin, Antonin-Strugi, Bogufałów, Chynowa, Czarnylas, Dębnica, Hetmanów, Janków Przygodzki, Ludwików, Przygodzice, Przygodziczki, Smardów, Topola Wielka, Topola-Osiedle, Trzcieliny et Wysocko Małe.
La gmina borde la ville d'Ostrów Wielkopolski et les gminy de Mikstat, Odolanów, Ostrów Wielkopolski, Ostrzeszów, Sieroszewice et Sośnie.